# Victoire de Folliot de Crenneville
Marie Victoire Pauline Adrienne de Folliot de Crenneville, född 1766, död 1845, var en österrikisk hovfunktionär. Hon var kejserlig guvernant (Aia) till Marie Louise av Österrike 1792-1806. Genom sin ställning och sina många värdefulla kontakter i Wien spelade hon en viss politisk roll under sin tid vid hovet. 
Hon var dotter till den franska adelsmannen François Méderic Folliot de Crenneville och Anne Pierrette Charlotte du Poutet. Hon gifte sig först med den franska baronen Charles de Poutet; andra gången med den österrikiska greven Franz de Paula Karl von Colloredo; och tredje gången 1816 med Charles Eugene, Prince av Lambesc, från vilken hon skildes året därpå. Marie Louise blev djupt fäst vid henne, och brevväxlade med henne och hennes dotter Victoire de Poutet även sedan hon avskedats 1806, en brevväxling som delvis har bevarats. När Napoleon år 1805 ockuperade Wien, flydde kejsarparet till Olmütz, medan de Crenneville som guvernant fick ansvar för de kejserliga barnen, som evakuerades till Budapest. Hon förlorade sin ställning som guvernant efter hennes makes avskedande 1806.